# 梧桐街道 (荣县)
梧桐街道是中华人民共和国四川省自贡市荣县下辖的一个街道办事处。

## 行政区划
梧桐街道下辖以下村级行政区划单位：
望景楼社区、二佛路社区、板板桥村、劳动村和柏林村。